# Orde van de Zon (Jaipur)
De Orde van de zon ("Aditya Mandal") is een ridderorde van de machtige Indiase vorstenstaat Jaipur. De ridderorde werd in 1947 ingesteld door Z.H. Luitenant-generaal Saramad-i-Rajaha-i-Hindustan Raj Rajendra Shri Maharajadhiraja Maharadja Sawai Shri Sir Man Singh II Bahadur, Maharadja van Jaipur de feodale heerser van het vorstendom Jaipur. De vorst vierde in 1947 zijn zilveren ambtsjubileum.
De orde heeft een enkele graad en twee versierselen; een op de borst gedragen ronde zilveren ster met op de rode ring het motto "YATO DHARMASTATO JAI" (Waar rechtschapenheid heerst overwint men) en een medaillon waarop de zon in de gedaante van een glimlachend gelaat is afgebeeld. De stralen hebben een golvende vorm; een traditionele manier om zonnestralen af te beelden.
Om de hals droeg men een op het versiersel van de Orde van het Indische Rijk gelijkend kleinood met een centraal medaillon met een portret van de stichter in zijn blauwe mantel van een ridderorde en op het hoofd een rode tulband. Om het medaillon zijn acht rode bloembladeren gegroepeerd met kleine groene kroonbladeren.
Het lint is helderrood met twee gele strepen langs de rand.
De onderscheiding werd spaarzaam uitgereikt. Behalve de zoon van de stichter, Z.H. Brigadegeneraal Saramad-i-Rajaha-i-Hindustan Raj Rajendra Shri Maharajadhiraja Maharadja Sawai Shri Bhawani Singh Bahadur, de huidige Maharadja van Jaipur die de onderscheiding geregeld draagt, werd ook diens zwager, Narendra Singh de Maharadja van Panna, met deze ster vereerd.
De onderscheiding werd niet aan Britten uitgereikt. De Britse bestuurders van de Raj mochten geen geschenken en zeker geen ridderorden aannemen van de quasi onafhankelijke Indiase vorsten. De vorsten stonden bekend om hun enorme rijkdom maar zij werden door de ambtenaren van de Britse onderkoning scherp in de gaten gehouden.De regering maakte bezwaar tegen het bestaan van ridderorden in de vorstenstaten maar zij zag het bestaan ervan door de vingers zo lang als er geen Britten in die ridderorden werden opgenomen. In een enkel geval heeft men gesanctioneerd dat een politieman een medaille van een inlandse vorst ontving.
In 1947 werden de vorsten gedwongen om hun staten deel te laten uitmaken van de republiek India. In de "actie polo" greep het Indiase leger in opdracht van Nehru de macht in de zelfstandige rijken als Haiderapur en Patiala. De vorsten kregen een pensioen en zij bleven enige tijd een ceremoniële rol spelen. Hun ridderorden mochten niet worden gedragen in India maar voor zover het om gebruik binnen de familie en het hof ging werd het dragen van de orden van een maharadja door de vingers gezien.